# The Narrative (álbum)
The Narrative é o álbum de estreia auto-intitulado do The Narrative, lançado em 27 de Julho de 2010 sendo produzido por Bryan Russell, (assim como o seu primeiro EP em 2008) no Red Wire Audio.

## Produção
As gravações do álbum começaram em 2009 enquanto a banda se apresentava em shows pelos Estados Unidos, incluindo apresentações nos festivais SXSW e CMJ, um evento anual que ocorre em Nova York sobre música e vídeo.
O álbum recebeu ótimos reviews nos sites Idolator, Absolutepunk.net, AlterThePress, Altsounds que disse "Desde o seu maravilhoso EP de 2008, o The Narrative estve fazendo uma turnê pelo país e ganhando fãs dedicados. Eles começaram a escrever e gravar o seu primeiro álbum em 2009 e estão prontos para impactar a hoje cena musical, em um verdadeiro álbum, que estabelece um equilíbrio  entre profundas composições e melodias cativantes." e tendo um review de 3,5 estrelas no site da revista Alternative Press.
O álbum ganhou também uma versão em LP em 2011 comemorando seu primeiro ano de lançamento.

## Aparição em Filme
A música "Fade" está incluída na trilha sonora do filme da Starz Media "The Chateau Meroux" que foi lançado em 2011 e em 2012 no Brasil.

## Faixas
Todas as músicas foram compostas por Suzie Zeldin e Jesse Gabriel, exceto "Empty Space" escrita por The Narrative e Bryan Russell.
| CD             |                          |                                |         |  |
| N.º            | Título                   | Compositor(es)                 | Duração |  |
| 1.             | "Fade"                   | Gabriel, Zeldin                | 3:31    |  |
| 2.             | "Cherry Red"             | Gabriel, Zeldin                | 4:11    |  |
| 3.             | "Silence & Sirens"       | Gabriel, Zeldin, Byran Russell | 4:30    |  |
| 4.             | "Empty Space"            | Gabriel, Zeldin                | 4:24    |  |
| 5.             | "Winter's Coming"        | Gabriel, Zeldin                | 5:00    |  |
| 6.             | "You Will Be Mine"       | Gabriel, Zeldin                | 4:11    |  |
| 7.             | "Don't Want to Fall"     | Gabriel, Zeldin                | 3:22    |  |
| 8.             | "Trains"                 | Gabriel, Zeldin                | 3:28    |  |
| 9.             | "Starving for Attention" | Gabriel, Zeldin                | 4:39    |  |
| 10.            | "I've Been Thinking"     | Gabriel, Zeldin                | 4:44    |  |
| 11.            | "End All"                | Gabriel, Zeldin                | 4:12    |  |
| 12.            | "Hard to Keep Your Cool" | Gabriel, Zeldin                | 2:44    |  |
| 13.            | "Turncoat"               | Gabriel, Zeldin                | 4:20    |  |
| Duração total: | Duração total:           | Duração total:                 | 52:42   |  |

## Equipe
The Narrative
- Suzie Zeldin - Vocal/Teclado
- Jesse Gabriel - Vocal/Violão

Adicionais
- Charles Seich - Bateria
- Bryan Russell - Produtor
- Ari Sadowitz - Baixo
- Will Noon - Baterista adicional
- Justin Long - Assistente Técnico
- Karen Preston - Designer

## Recepção crítica
| Críticas profissionais | Críticas profissionais |
| Avaliações da crítica  | Avaliações da crítica  |
| Fonte                  | Avaliação              |
| ---------------------- | ---------------------- |
| Alternative Press      | [ 4 ]                  |
| AbsolutePunk           | [ 2 ]                  |
| Alter The Press!       | [ 6 ]                  |

AbsolutePunk disse "Se mais álbuns como The Narrative fossem escritos, eu com certeza teria uma abordagem diferente sobre o gênero. Mas acho que o problema é que não existem muitas bandas criativas e talentosas como esta. The Narrative tem, sem dúvida, lançado o álbum do ano neste gênero até agora, e certamente será fácil de encontrar fãs onde quer que eles sejam ouvidos." 
Alternative Press escreveu: "[..] The Narrative é um pouco comprido (oito músicas tem mais de quatro minutos), a experiência que a banda colocou nesse álbum é evidente. Esperançosamente esta será a última vez que o The Narrative irá lançar por si sua música; gravadoras, tomem conhecimento." 